# Wer rettet Dina Foxx?
Wer rettet Dina Foxx? ist ein Transmedia-Projekt, das unter der Federführung von Max Zeitler gemeinsam mit dem ZDF, TeamWorx und UFA Lab entwickelt und im April/Mai 2011 im ZDF
ausgestrahlt wurde. Da die Zuschauer im Anschluss an die Ausstrahlung des TV-Krimis in einem Onlinespiel selber den Fall Dina Foxx im Internet lösen konnten, wurde das Projekt als „interaktiver Krimi“ vermarktet.  Zum Abschluss des Projekts wurde im Mai 2011 die Reportage „Wer löst das Rätsel um Dina Foxx?“ auf ZDFinfo gesendet.

## Handlung
Dina Foxx ist eine Onlineaktivistin, die als „Datagirl“ auf freidaten.org die User vor den Gefahren der Datensammlung durch Staat und Wirtschaft warnt. Nach ihrem Wechsel zur Firma Avadata wirbt sie mit ihrer Bekanntheit als Datenschützerin für ein Programm, das wie ein digitaler Radiergummi funktioniert. Dadurch kommt es zu Spannungen mit den ehemaligen Weggefährten von  freidaten.org. Dinas Freund Vasco, der auch für Avadata arbeitet, wird Opfer eines digitalen Doppelgängers. Ihm widerfahren zunehmend bedrohlichere Ereignisse, die von falschen Kontobuchungen, über von seinem Mobiltelefon versandte Nachrichten, bis hin zu einem Unfall mit einem fehlgesteuerten Aufzug reichen. Vasco fühlt sich verfolgt, wirkt paranoid und verschwindet dann plötzlich.
Als er dann tot aufgefunden wird, beginnt Dinas Recherche. Sie findet heraus, dass Vasco zuletzt Informationen über einen Konzern namens Qoppamax gesammelt hat. Da die Indizien im Mordfall Vasco aber plötzlich alle gegen Dina sprechen, wird sie verhaftet. Dina behauptet gegenüber den Ermittlern, dass sie selbst eine digitale Doppelgängerin hat, die für die erdrückenden Beweise verantwortlich sei. An diesem Punkt endet der TV-Krimi abrupt und die Fernsehzuschauer werden zur titelgebenden Rettung Dinas eingeladen.

## Interaktiver Krimi
Die Rettung Dinas konnte dann im Netz über drei Wochen auf der Seite freidaten.org in zwei Spielversionen unterstützt werden. Dabei war es für ungeübte Onlinespieler möglich, eine leichtere Alternative zu spielen. Für die erfahrenen Gamer unter den Zuschauern  wurde eine komplexere Spielvariante angeboten. In beiden Versionen konnten die Spieler jeweils den in Videos, auf Bildern und Websites gelegten Spuren folgen und so selbständig den Fall aufklären.

## Auszeichnungen

### Preise
- Banff Television Festival 2012: Interactive: Best Cross-Platform Project: Fiction Programs[4][5]
- Banff Television Festival 2012: Best Interactive Television Programs[6][5]
- New York Festivals 2012: Gold Medal, Television – Online: Online Entertainment Program[7]
- Verdi Fernsehpreis 2012: Best TV-Script (Boris Dennulat, Max Zeitler)[8]

### Nominierungen
- Wer rettet Dina Foxx war nominiert für den Prix Europa 2011 Online Awards.
- Die ZDF-Redakteure Burkhard Althoff und Milena Bonse waren mit „Wer rettet Dina Foxx?“ für den Grimme-Preis 2012 in der Kategorie „Fiktion/Spezial“ nominiert.[9]
- Die Titelsequenz des TV-Krimis „Wer rettet Dina Foxx?“ war im Finale der SXSW Film Design Awards „Excellence in Title Design“.[10] Die Titelsequenz wurde von der weareflink GmbH produziert.

## Fortsetzung
Im Jahr 2014 sendete das ZDF die Fortsetzung Dina Foxx – Tödlicher Kontakt mit Katharina Schlothauer in der Rolle der Dina Foxx.